# Паушальний платіж
Пауша́льний платі́ж (від нім. pauschale — намічена сума, загальна сума) — винагорода за право користування предметом (об'єктом) ліцензійного договору до одержання прибутку (доходів) від його використання. Фактично є ціною ліцензії (фактичною ціною купівлі ліцензії), що встановлюється, виходячи з оцінок очікуваної економічної ефективності та майбутніх прибутків покупця ліцензії на основі використання ліцензії. Фіксується у договорі між ліцензіаром і ліцензіатом у розмірі чітко обумовленої суми та може здійснюватися одноразово або певними частинами.

## Нормативне визначення в Україні
- Одноразовий платіж, який становить фіксовану суму та не залежить від обсягів виробництва (продажу) продукції (товарів, робіт, послуг) із використанням об'єкта права інтелектуальної власності[1];
- Твердо фіксована сума, яка виплачується до початку дії ліцензійного договору, за право використання об'єктів права інтелектуальної власності одноразово або частками[2].

## Використання поняття
На практиці часто застосовується термін «паушальна сума» — загальна сума платежів, обумовлених зобов'язаннями, розрахунками між державами, юридичними та фізичними особами без поділу цих платежів на їхні окремі види.